# کی.بی. شارپ
کی. بی. شارپ (انگلیسی: K. B. Sharp؛ زادهٔ ۱۸ آوریل ۱۹۸۱) بازیکن بسکتبال اهل ایالات متحده آمریکا است.